# Michael Fortmann
Michael Fortmann (* 8. Dezember 1979; † 6. Dezember 2023 in Münster) war ein deutscher Jurist, Versicherungswissenschaftler und Fachhochschullehrer.

## Leben
Bereits während seiner juristischen Ausbildung spezialisierte sich Michael Fortmann auf Versicherungsrecht. Im Referendariat war er bei einem Versicherer tätig. 2009 promovierte er an der Universität Münster bei Ingo Saenger mit der wertpapierhandelsrechtlichen Arbeit Die Stellungnahme von Vorständen und Aufsichtsräten der Zielgesellschaft. Fortmann war sodann als Rechtsanwalt tätig, von 2013 bis 2015 in der Kanzlei Friedrich Graf von Westphalen & Partner. Danach wechselte er in die Versicherungswirtschaft und arbeitete als „Financial Lines Specialist“ beim Versicherungsmakler Ecclesia.
Seit 2019 war Fortmann als Nachfolger von Peter Schimikowski Professor am Institut für Versicherungswesen der Technischen Hochschule Köln und lehrte Versicherungsrecht und Haftpflichtversicherung. Er etablierte dort einen Lehrgang zur Cyberversicherung.
Zu Fortmanns Tätigkeitsfeldern und Forschungsgebieten gehörten insbesondere Financial-Lines-Versicherungen, also Vermögensschaden- und Kostenversicherungen, und in dieser Versicherungsart die D&O-Versicherung und die Cyberversicherung. Fortmann veröffentlichte mehrere Bücher, Beiträge und Fachaufsätze sowie zahlreiche Entscheidungsanmerkungen. Seit Heft 1/2023 gehörte er der Schriftleitung der versicherungs- und haftungsrechtlichen Zeitschrift recht und schaden an, wo er die Bereiche sonstige Haftung und Versicherungsaufsichts- und Versicherungsunternehmensrecht betreute.

## Veröffentlichungen (Auswahl)
Bücher
- Die Stellungnahme von Vorständen und Aufsichtsräten der Zielgesellschaft – § 27 WpÜG unter besonderer Berücksichtigung von konzerninternen öffentlichen Erwerbsangeboten. Kovač, Hamburg 2010, ISBN 978-3-8300-4918-0.
- Handbuch zur privaten Haftpflichtversicherung – Haftung und Deckung. Verlag Versicherungswirtschaft, Karlsruhe 2022, ISBN 978-3-96329-396-2 (gemeinsam mit Hans Joachim Wilke).
- Verbraucher-Cyberversicherung. C.H.Beck, München 2023, ISBN 978-3-406-75693-1.
- Michael Fortmann, Karl Maier (Herausgeber): Versicherungsrecht – Vergangenheit und Zukunft. Festschrift für Peter Schimikowski zum 70. Geburtstag. C.H.Beck, München 2023, ISBN 978-3-406-78779-9.

Beiträge und Kommentierungen
- §§ 7a−7d Versicherungsvertragsgesetz. In: Sven Marlow, Udo Spuhl (Herausgeber): Beck´scher Online-Kommentar Versicherungsvertragsgesetz. 9. Edition (9. November 2020) bis 21. Edition (1. November 2023).
- §§ 320–330 Versicherungsaufsichtsgesetz. In: Kay Uwe Erdmann, Frank S. Diehl, Heinrich Schradin (Herausgeber): Beck´scher Online-Kommentar Versicherungsaufsichtsgesetz. 12. Edition (1. März 2021) bis 21. Edition (1. September 2023).
- Vorsätzliche und grob fahrlässige Herbeiführung des Versicherungsfalls und Veräußerung der versicherten Sache. In: Anton Martin, Peter Reusch, Peter Schimikowski,  Manfred Wandt (Herausgeber): Sachversicherung. 4. Auflage. C.H.Beck, München 2022, ISBN 978-3-406-47726-3, S. 1189–1262 (§ 16) bzw. S. 1379–1420 (§ 20).
- Der Kriegsausschluss. In: Michael Fortmann, Karl Maier (Herausgeber): Versicherungsrecht – Vergangenheit und Zukunft. Festschrift für Peter Schimikowski zum 70. Geburtstag. C.H.Beck, München  2023, ISBN 978-3-406-78779-9, S. 93–112.

Aufsätze
- Betriebsschließungsversicherungen in der Coronakrise In: Zeitschrift für Versicherungswesen 2020, S. 300–303.
- Organhaftung und Versicherungsschutz bei Ansteckungsrisiken. In: Arbeitsschutz in Recht und Praxis 2020, S. 384–386.
- Betriebsschließungsversicherung – ein Update. In: recht und schaden 2020, S. 665–676.
- Corona-Krise und Betriebsschließungsversicherungen – noch kein Ende der Unsicherheit in Sicht. In: Versicherungsrecht 2020, S. 1073–1082.
- Managerhaftung und Eigenschadenabsicherung. In: Neue Juristische Wochenschrift 2020, S. 3064–3068.
- Betriebsschließungsversicherung – neues Haftungspotenzial für Versicherungsvermittler? In: recht und schaden 2021, S. 121–128.
- Die Prospekthaftungsversicherung.	In: recht und schaden 2021, S. 245–251.
- Silent-Cyber-Risiken in konventionellen Unternehmensversicherungen. In: recht und schaden 2021, S. 485–489 (Teil 1), S. 549–556 (Teil 2) (gemeinsam mit Sascha Bertsch).
- Cyber risk and cybersecurity – a systematic review of data availability. In: The Geneva Papers on Risk and Insurance 47 (2022), S. 698–736 (gemeinsam mit Frank Cremer, Barry Sheehan, Arash N. Kia, Martin Mullins, Finbarr Murphy, Stefan Materne).
- Die Anwendbarkeit von Kriegsausschlussklauseln im Zusammenhang mit Cyberangriffen. In: recht und schaden 2023, S. 2–7.